# Casa Carruesco

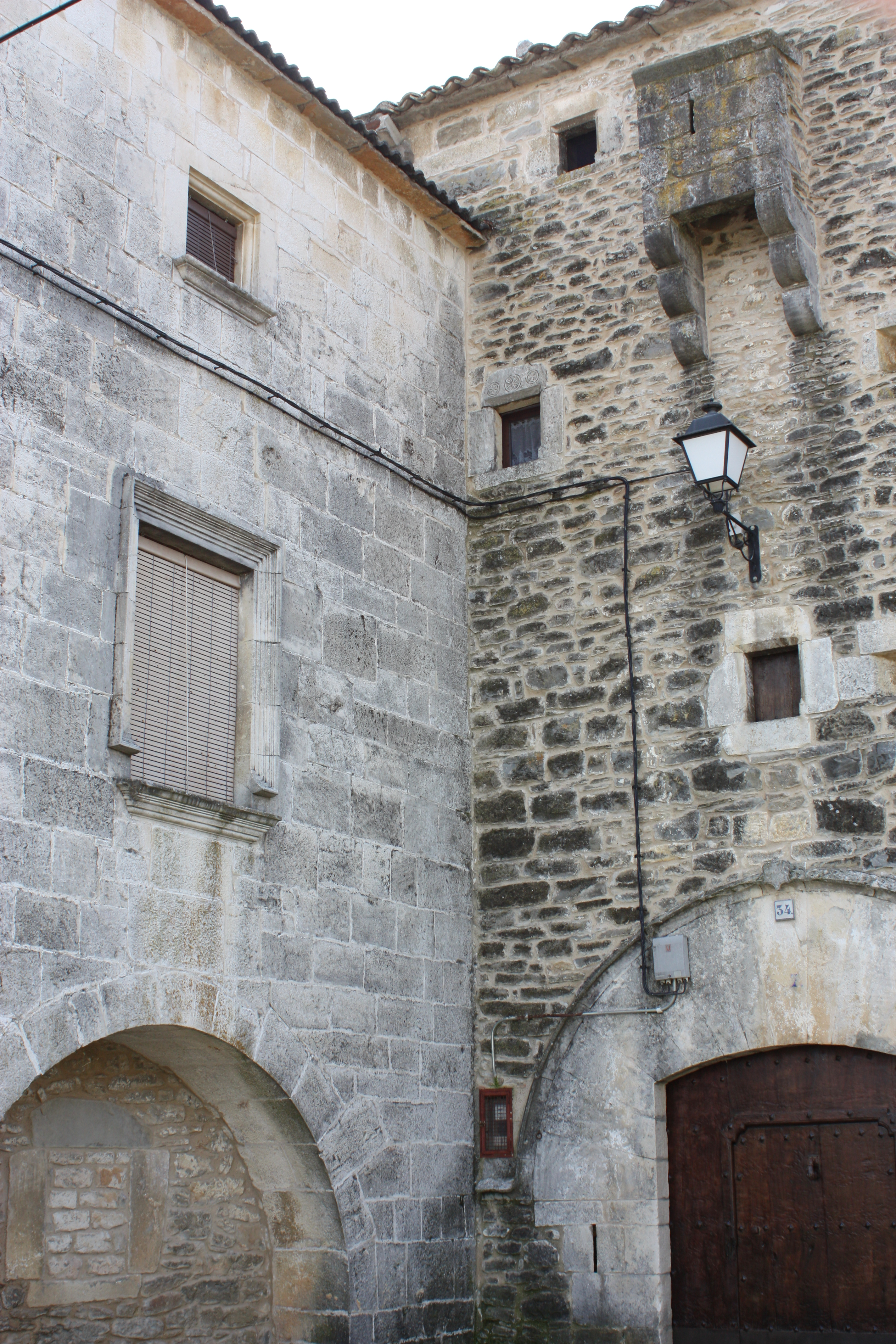
Detalle de volúmenes adosados

Casa Carruesco, ubicada en la Calle Alta es una de las casas torreadas de la comarca de Sobrarbe se encuentra en Lecina, municipio de Bárcabo (Huesca).

## Descripción

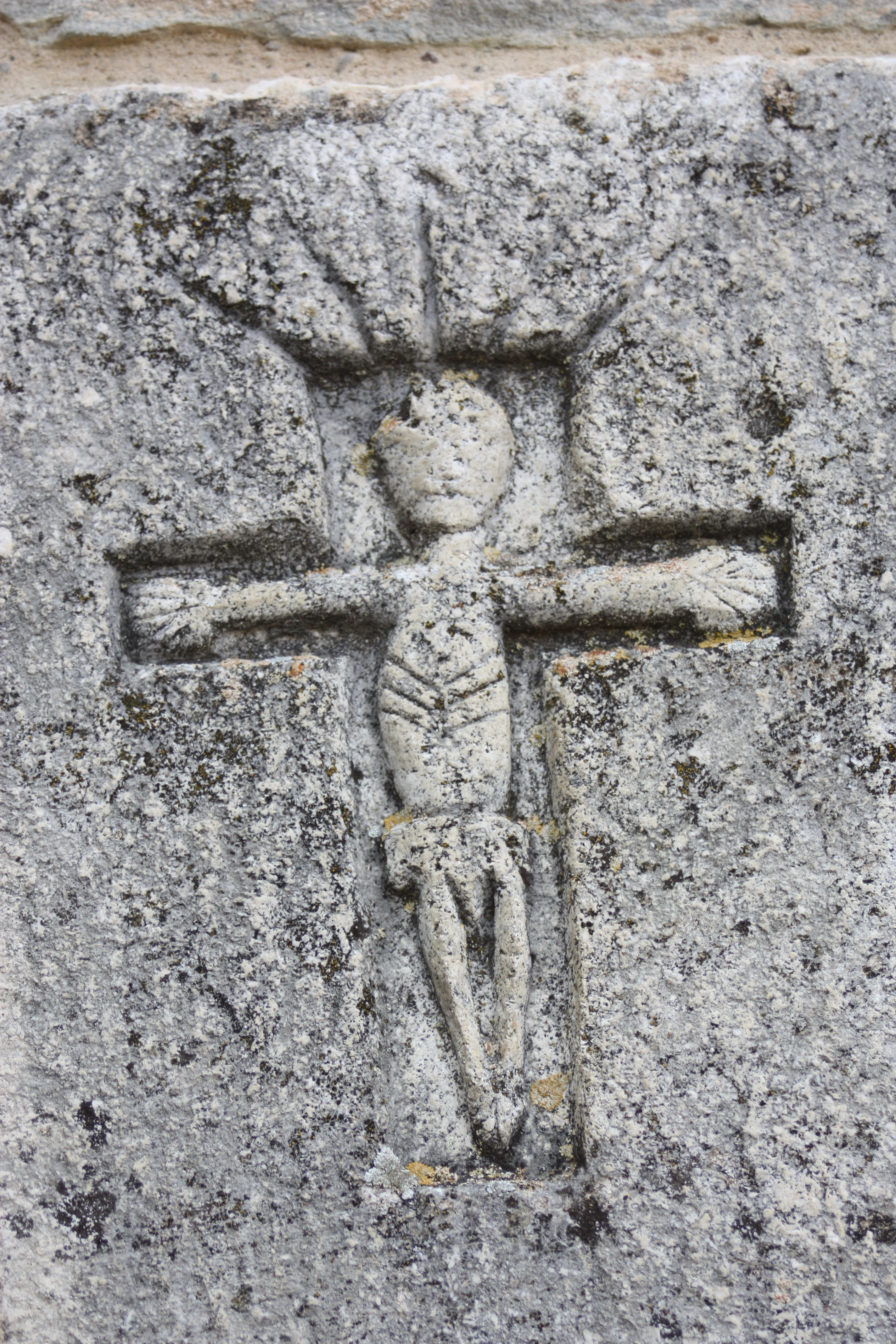
Detalle de cruz y grabado interior realizado en la clave del arco de la entrada principal

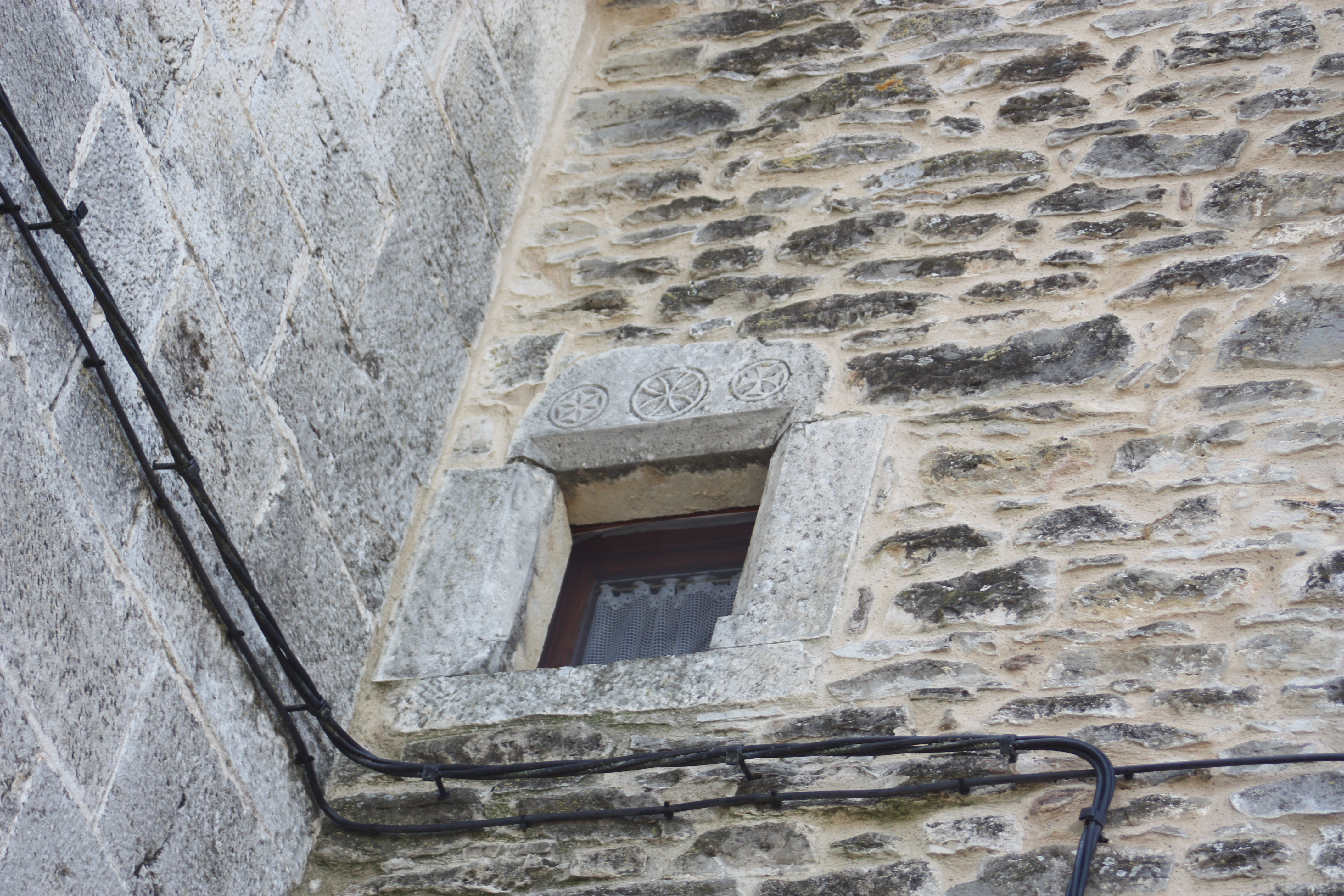
Detalle de símbolos grabados sobre dintel monolítico.

Casa Carruesco es una de las residencias defensivas más características de Sobrarbe, es un edificio construido íntegramenteen el siglo XVI, que presenta tres espacios unidos de diferente volumen, que componen todo el monumento.
El conjunto está formado por la vivienda situada al sur, cuya fachada se retranquea junto con la Calle Alta formando una "L" y en cuyo centro se alza una torre que unifica todo el conjunto,  y un oratorio dedicado a San Jorge, estando todo datado en el mismo momento, teniendo una uniformidad estilística y constructiva.
La torre es una construcción de planta rectangular con cuatro pisos de altura, teniendo en la planta baja el acceso al patio o zaguán a través de un paso abovedado de medio cañón rebajado y cerrado al exterior con una portada de arco de medio punto de grandes dovelas, en cuyo trasdós se observa un fino guardapolvo en nacela, al igual que algunas iglesias románicas pirenaicas característica muy común en la arquitectura popular del Sobrarbe, como apunta Adolfo Castán.
Esta portada fue reformada y reconvertida en un arco rebajado, ya que el portón de madera está enmarcado en arco rebajado por el intradós, lo que puede ser un resto de una modificación del arco original por la parte del interior o trasdós, tal y como se hacía con cierta frecuencia en el siglo XIX.
Sobre la puerta y a la altura del último piso de la torre hay un matacán construido en sillar sobre ménsulas lobuladas, muy común en el Sobrarbe, como se observa en alguna casa en Guaso, indicando la existencia de un acceso bajo el mismo desde su construcción.
En la fachada principal de la torre se abren vanos adintelados y pequeñas ventanas biseladas que rodean los huecos de dos aspilleras con derrame externo una en la segunda planta, y otra en la tercera. 

Ya en el interior y observando desde el patio interior se puede ver que la planta baja de la torre tiene un gran arco rebajado y otro superior de descarga de medio punto y de la misma anchura que la fachada de la torre, característica constructiva de origen medieval.

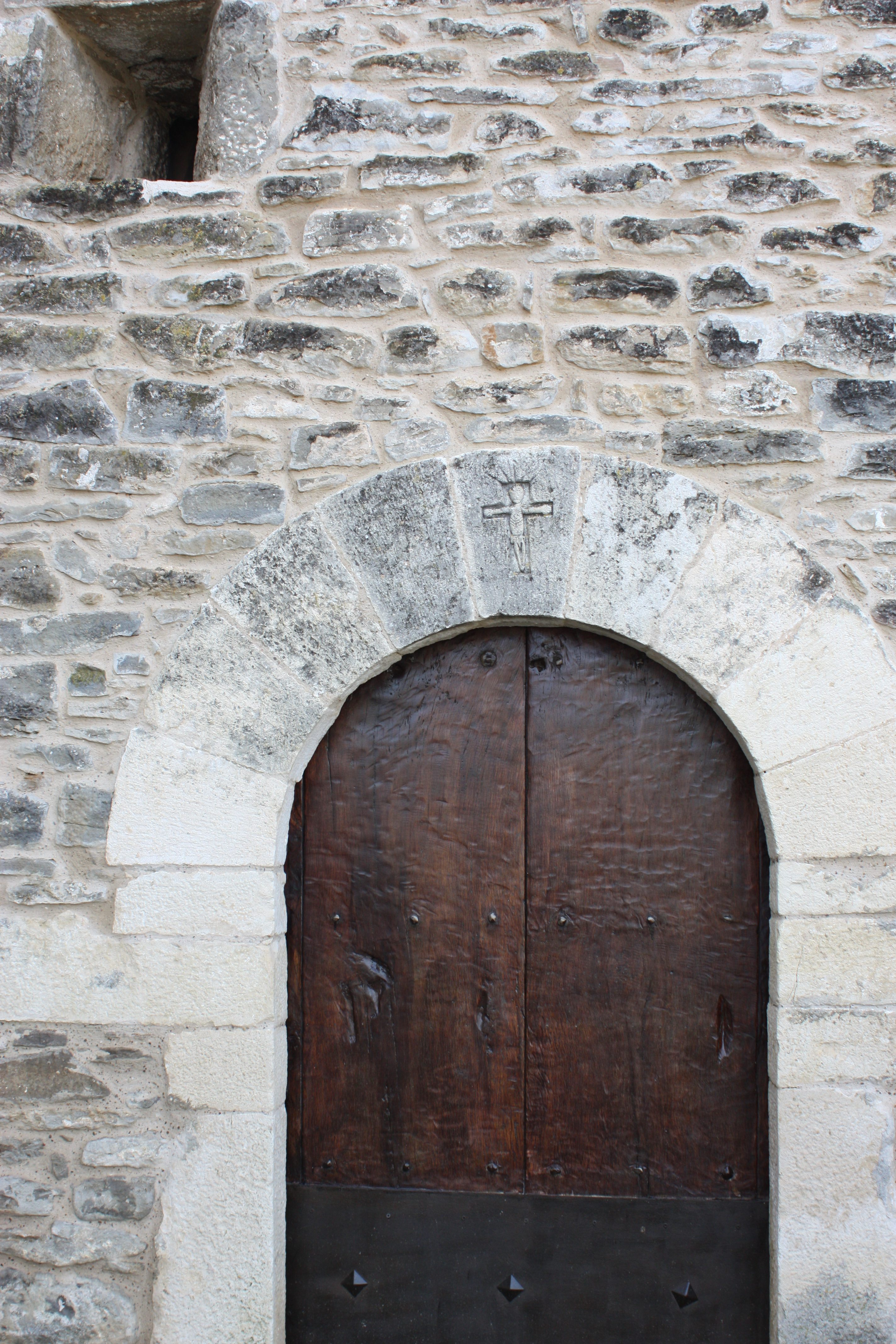
Puerta principal de la casa fortificada

## Historia
El topónimo procede de “Ilicina” que significa encina. La primera mención documental de Lecina es en 1055, debido de la concesión hecha por Ramiro I de Aragón al monasteriode San Andrés de Fanlo, del monasterio de San Cucufate de Lecina (Ilicina) con todas sus heredades y decanias, datos recogidos en el “Cartulario de Montearagón”.
Los primeros datos que se tienen sobre los fundadores y habitantes de Casa Carruesco datan de finales del siglo XVI, con Andrés Carruesco, nacido en 1597, el apellido se mantuvo durante tres siglos sin ningún tipo de variante, con la grafía de Carruesco, hasta que se perdió con Ramona Carruesco a finales del siglo XIX, según relata Damián Peñart, historiador de Lecina.